# M6 motorway
Der M6 motorway (englisch für ‚Autobahn M6‘) ist die längste Autobahn des Vereinigten Königreichs.
Die M6 ist 232 Meilen (373 km) lang und verbindet die Autobahn M1 Rugby mit Carlisle in der Nähe der Grenze zu Schottland. Die M6 ist, je nach Zählweise, eine der am stärksten befahrenen Autobahnen in Großbritannien.

## Geschichte und Besonderheiten
Der erste Teil der Autobahn in der Nähe von Preston wurde am 5. Dezember 1958 von Premierminister Harold Macmillan eröffnet. Dieser Teil der M6 streitet mit dem ersten Bauabschnitt der M1 um den Titel der ersten Autobahn in Großbritannien. Der erste Teil der M6 war zwar früher fertig, aber sehr kurz und er wurde lange nicht weitergebaut.
Zwischen Shap und Tebay teilen sich die beiden Fahrtrichtungen und eine Straße verläuft zwischen den beiden Fahrspuren, ohne dass es eine Auffahrt an der Stelle gibt.
Das letzte 6 Meilen (9,7 km) lange Teilstück zwischen Carlisle und der schottischen Grenze (Anschluss an den Motorway A74(M)) wurde am 5. Dezember 2008 eröffnet und damit die sogenannte „Cumberland Gap“ geschlossen.

## Geplante Erweiterungen
Die A556(M) Verbindungsstraße soll die M6 mit der M56 nach Manchester verbinden. Das Planfeststellungsverfahren für diese Straße dauert nun schon viele Jahre.